# Ротта
Об одноимённом музыкальном инструменте см. Ротта (музыкальный инструмент).
Ротта (нем. Rotta) — община в Германии, в земле Саксония-Анхальт, входит в район Виттенберг, и объединён с другими коммунами в городском округе Кемберг.
Население составляет 809 человек (на 31 декабря 2008 года). Занимает площадь 29,37 км².
Община подразделяется на 2 сельских округа.

## История
Первое упоминание о поселении относится к 1323 году.
1 января 2010 года, после проведённых реформ, Ротта, а также коммуны: Дабрун, Ойч, Раккит, Радис, Шлезен, Зельбиц, Утхаузен и Вартенбург — были объединены в городской округ Кемберг, а управление Кемберг было упразднено.

## Галерея

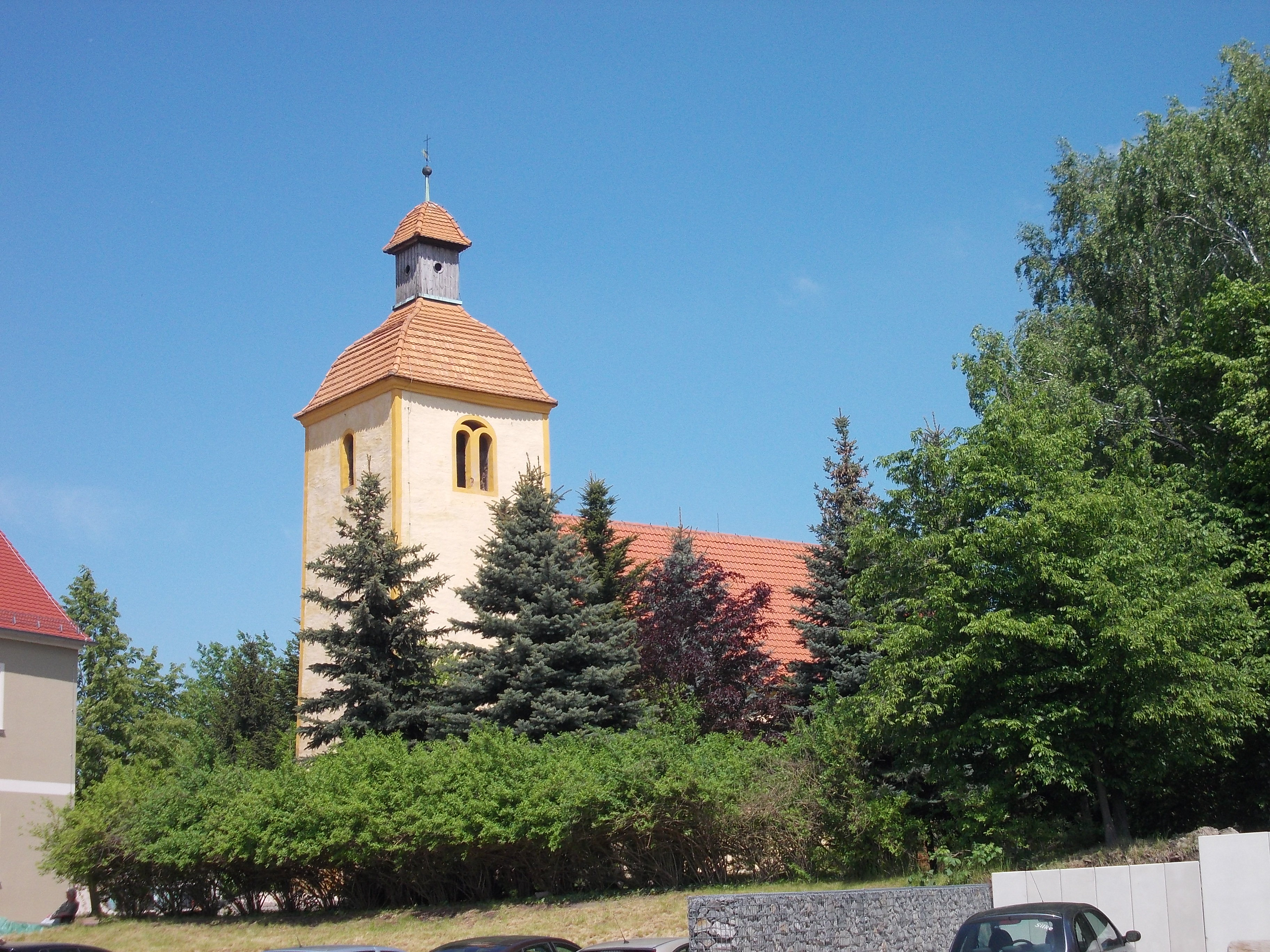
Церковь Святой Марии в Ротте
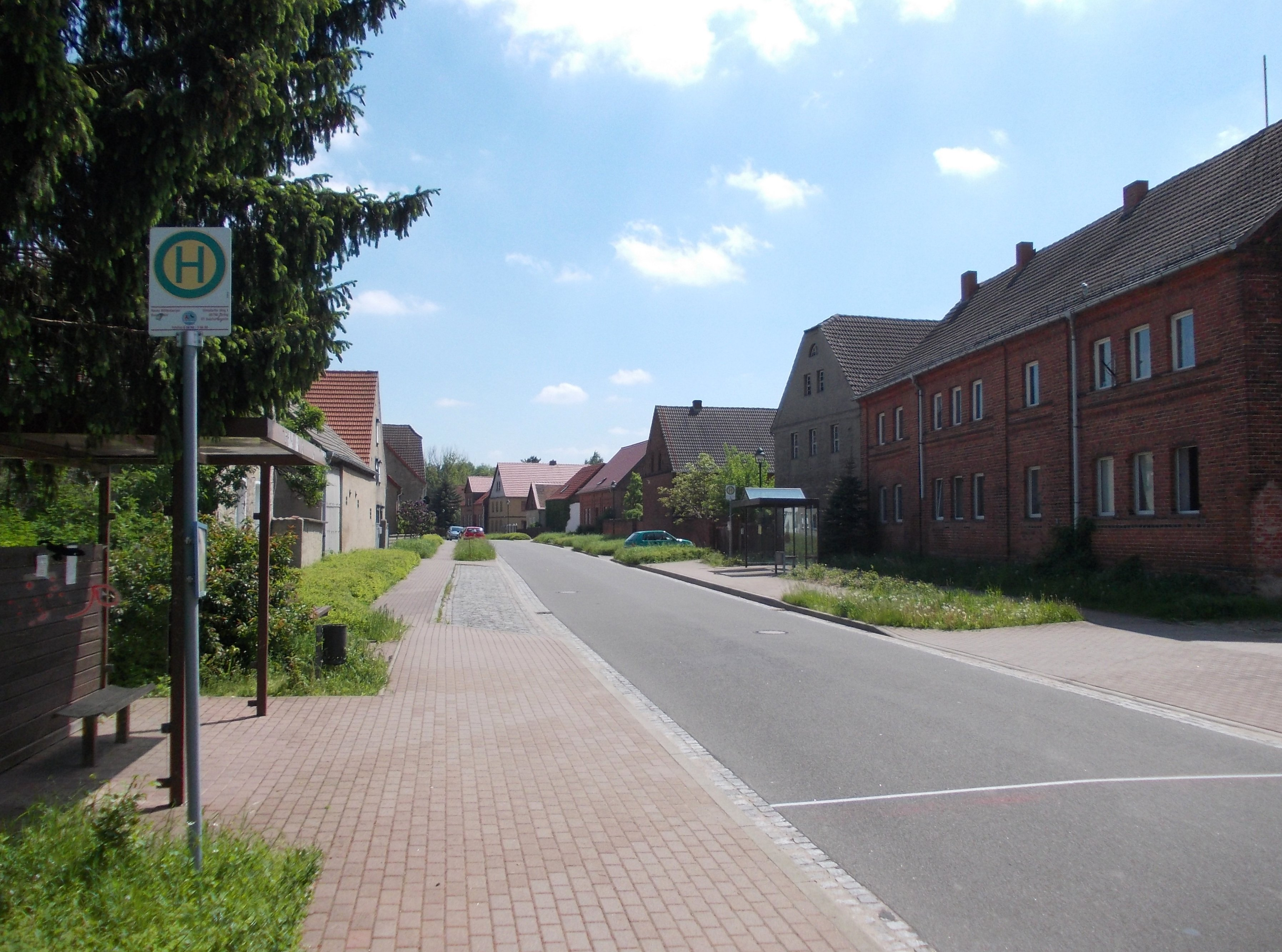
Улица в Ротте